# Claude Magnier

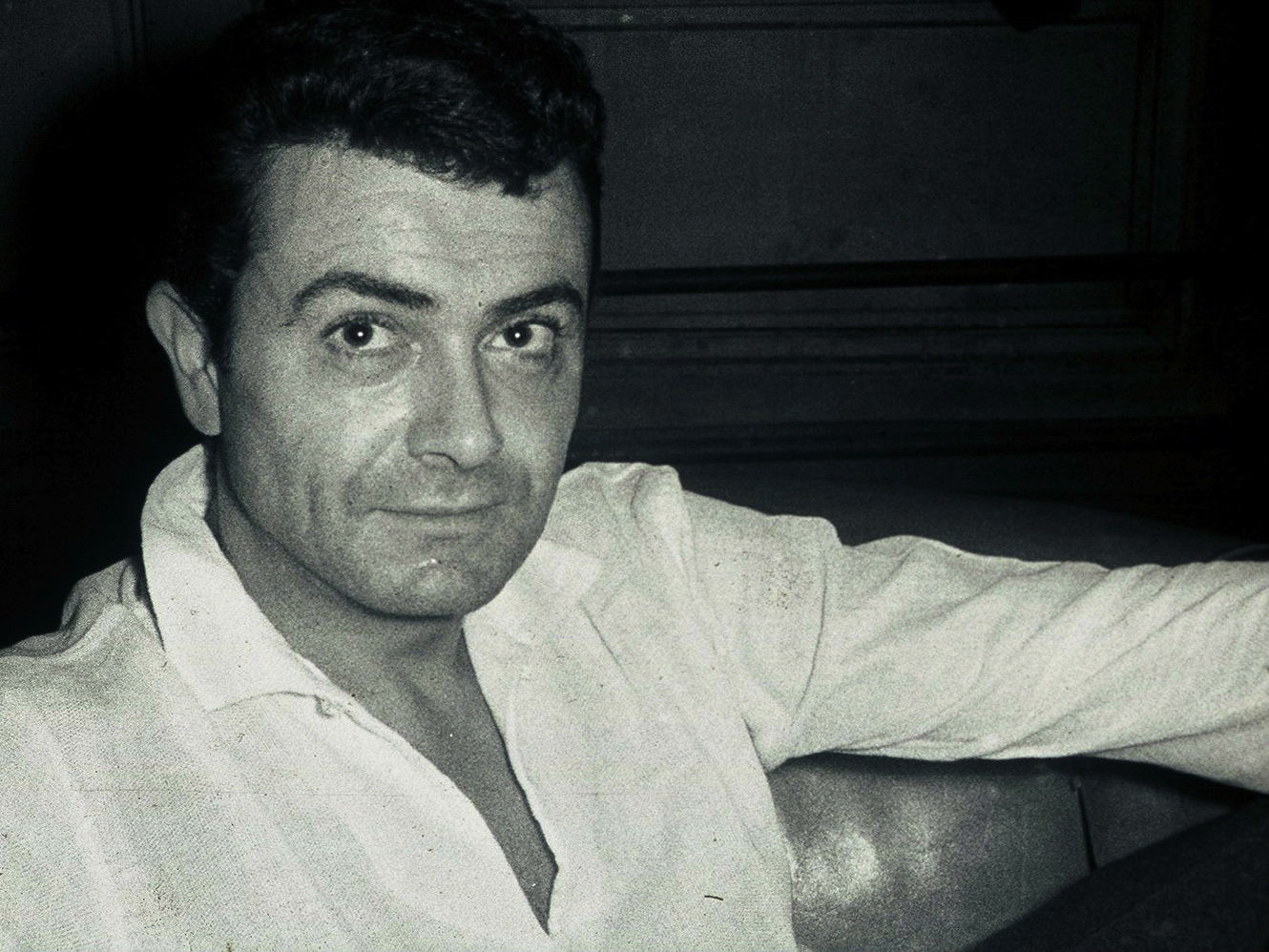
Claude Magnier in den 1970er Jahren

Claude Magnier (* 20. Januar 1920 in Paris; † 22. Juni 1983 ebenda) war ein  französischer Dramatiker, Drehbuchautor und Regisseur.

## Leben und Werk
Claude Magnier wurde 1920 als Sohn eines Buchbinders in Paris geboren. 1937 bis 1940 absolvierte er eine kaufmännische Lehre und arbeitete zunächst im elterlichen Betrieb, den er später auch hätte übernehmen sollen. Er entdeckte jedoch bald seine Liebe zum Theater und versuchte sich zunächst als Schauspieler. Aus finanziellen Gründen eröffnete er Ende der 1940er Jahre ein Schuhgeschäft, ehe er 1952 zum Theater zurückkehrte und sich dem Stückeschreiben zuwandte.
1954 begann er mit der Arbeit an seinem ersten Stück, Ein klarer Fall (Monsieur Masure). Die Komödie wurde ein internationaler Erfolg mit Aufführungen in Europa, Amerika und Australien, sie erhielt den Grand Prix des Casino d'Enghien für dramatische Kunst.

Sein wohl bekanntestes Werk ist die Komödie Oscar, ein Missverständnis in drei Akten. Sie wurde 1958 in Paris uraufgeführt und deutschsprachig erstmals 1959 im Marquardt in Stuttgart gezeigt. In der gleichnamigen Verfilmung im Jahr 1967, mit Louis de Funès in der Hauptrolle, erreichte es internationale Popularität.
Das Lustspiel Blaise (1959) erlebte seine Deutschlandpremiere 1961 unter dem Titel Ein Mädchen für alles und wurde am Roßmarkt in Frankfurt aufgeführt.
Weitere Stücke von Magnier sind Léon ou la bonne formule (Léon oder die richtige Formel, 1963), Jo (Hasch mich, ich bin der Mörder, 1964), Où étiez-vous quand les lumières se sont ´teintes? (Wo warst du, als die Lichter ausgingen?, 1968), Herminie (1970) und Nid d‘embrouilles (1973).
Er starb am 22. Juni 1983 im Alter von 63 Jahren in Paris an einem Herzinfarkt.

## Filmografie
Schauspieler
- 1955: Das große Manöver (Les grandes manœuvres)
- 1958: Mit den Waffen einer Frau (En cas de malheur)

Drehbuch
- 1960: Réveille-toi, chérie (auch Regie)
- 1967: Oscar
- 1968: Als das Licht ausging (Where Were You When the Lights Went Out?)
- 1971: Camouflage – Hasch mich, ich bin der Mörder (Jo)

Literarische Vorlage
- 1990: Oscar – Vom Regen in die Traufe (Oscar)